# ئی-ترید
ئی-ترید (انگلیسی: E-Trade) شرکت خدمات مالی آمریکایی است، که در زمینه کارگزاری بازار سهام، مدیریت صندوق‌های قابل معامله در بورس، ارائه خدمات بانکداری الکترونیک، مدیریت پول و مبادلات اوراق بهادار فعالیت می‌کند.
شرکت ئی-ترید در سال ۱۹۸۲ توسط ویلیام پورتر و برنارد نیوکام در شهر پالو آلتو، کالیفرنیا با سرمایه ۱۵ هزار دلار، تأسیس شد. این شرکت در فوریه ۲۰۲۰ به ارزش ۱۳ میلیارد دلار، توسط مورگان استنلی خریداری شد. دفتر مرکزی ئی-ترید در شهر نیویورک قرار دارد و بخشی از سهام آن در بازار بورس نیویورک معامله می‌شود.